# NGTS-3
NGTS-3 — двойная звезда в созвездии Голубя на расстоянии около 2190 световых лет (около 671 парсек) от Солнца. Видимая звёздная величина звезды — +14,667m.
Вокруг звезды обращается, как минимум, одна планета.

## Характеристики
Первый компонент (NGTS-3A) — жёлтый карлик спектрального класса G6V, или G9V. Масса — около 1,02 солнечной, радиус — около 0,93 солнечного, светимость — около 0,718 солнечной. Эффективная температура — около 5443 K.
Второй компонент (NGTS-3B) — оранжевый карлик спектрального класса K1V. Масса — около 0,88 солнечной, радиус — около 0,77 солнечного. Эффективная температура — около 5230 K.

## Планетная система
В 2018 году командой астрономов, работающих в рамках проекта NGTS, было объявлено об открытии планеты NGTS-3A b.